# Michael Medwin
Pour les articles homonymes, voir Medwin.
Michael Hugh Medwin, OBE, né le 18 juillet 1923 à Londres et mort le 26 février 2020 à Bournemouth (Dorset), est un acteur et producteur anglais.

## Biographie
Michael Medwin débute en 1940 au théâtre, où il joue notamment à Londres, par exemple dans Les Rivaux de Richard Brinsley Sheridan (1956, avec Laurence Harvey), Sainte Jeanne des Abattoirs de Bertolt Brecht (1964) et La Mégère apprivoisée de William Shakespeare (2006).
Au cinéma, il contribue à quatre-vingt-sept films (majoritairement britanniques), le premier sorti en 1946, les deux derniers en 2008 (dont The Duchess de Saul Dibb, avec Keira Knightley et Ralph Fiennes). Entretemps, mentionnons Anna Karénine de Julien Duvivier (1948, avec Vivien Leigh et Ralph Richardson), Le vent ne sait pas lire de Ralph Thomas (1958, avec Dirk Bogarde et Yoko Tani), La Comtesse de Hong-Kong de Charlie Chaplin (1967, avec Marlon Brando et Sophia Loren), ou encore Le Commando de Sa Majesté d'Andrew V. McLaglen (1980, avec Gregory Peck et Roger Moore).
Il est également producteur de sept films britanniques, depuis Charlie Bubbles d'Albert Finney (1968, avec le réalisateur et Liza Minnelli) jusqu'à Mémoires d'une survivante de David Gladwell (1981, avec Julie Christie et Christopher Guard).
À la télévision britannique, il apparaît dans vingt-deux séries (1950-2008) et huit téléfilms (1948-2000), dont Alice au pays des merveilles : À travers le miroir de John Henderson (1998, avec Kate Beckinsale et Ian Holm).
En 2005, pour sa contribution au théâtre, Michael Medwin est fait officier de l'ordre de l'Empire britannique (OBE). Il meurt début 2020, à 96 ans.

## Filmographie partielle

### Cinéma

#### Acteur
- 1947 : Un mari idéal (An Ideal Husband) d'Alexander Korda : le duc de Nonesuch
- 1948 : Anna Karénine (Anna Karenina) de Julien Duvivier : le docteur de Kitty
- 1948 : Un autre rivage (Another Shore) de Charles Crichton : Yellow
- 1948 : Les Ennemis amoureux (Woman Hater) de Terence Young : Harris
- 1949 : La Reine des cartes (The Queen of Spades) de Thorold Dickinson : Hovaisky
- 1949 : Ma gaie lady (Trottie True) de Brian Desmond Hurst : le marquis Monty de Maidenhead
- 1949 : Boys in Brown de Montgomery Tully : Sparrow
- 1950 : Trio de Ken Annakin et Harold French, segment Mr. Know-All) : le steward
- 1951 : Quatre dans une jeep (Die Vier im Jeep) de Leopold Lindtberg : le sergent Harry Stuart
- 1951 : L'assassin frappe à minuit (The Long Dark Hall) de Reginald Beck et Anthony Bushell : Leslie Scott
- 1953 : Au coin de la rue (Street Corner) de Muriel Box : Chick Farrar
- 1953 : Geneviève (Genevieve) d'Henry Cornelius : le futur père
- 1953 : Tonnerre sur Malte (Malta Story) de Brian Desmond Hurst : le chef d'escadre Ramsey
- 1953 : Enquête dans l'espace (Spaceways) de Terence Fisher : Dr Toby Andrews
- 1954 : Bang! You're Dead de Lance Comfort : Bob Carter
- 1955 : Opération Tirpitz (Above Us the Waves) de Ralph Thomas : Smart
- 1955 : A Man on the Beach de Joseph Losey (court métrage) : Maxie
- 1955 : Rendez-vous à Rio (Doctor at Sea) de Ralph Thomas : le sous-lieutenant Trail
- 1956 : Commando en Corée (A Hill in Korea) de Julian Amyes : le soldat Docker
- 1956 : À tombeau ouvert (Checkpoint) de Ralph Thomas : Ginger
- 1957 : Toubib en liberté (Doctor at Large) de Ralph Thomas : Dr Charles Bingham
- 1957 : Le Commando sacrifié (The Steel Bayonet) de Michael Carreras : le lieutenant Vernon
- 1958 : Le vent ne sait pas lire (The Wind Cannot Read) de Ralph Thomas : l'officier de vol Lamb
- 1959 : The Heart of a Man d'Herbert Wilcox : Sid
- 1959 : Un thermomètre pour le colonel (Carry On Nurse) de Gerald Thomas : Ginger
- 1962 : Ma douce tigresse (Crooks Anonymous) de Ken Annakin : Ronnie Bassett
- 1962 : Le Jour le plus long (The Longest Day) de Ken Annakin et autres : le soldat Watney
- 1963 : Kali Yug, déesse de la vengeance (Kali Yug, la dea della vendetta) de Mario Camerini : le capitaine Walsh
- 1963 : Le Mystère du temple hindou (Il mistero del tempio indiano) de Mario Camerini : le capitaine Walsh
- 1964 : La Force des ténèbres (Night Must Fall) de Karel Reisz : Derek
- 1964 : Rattle of a Simple Man de Muriel Box : Ginger
- 1965 : Cinquante Millions pour Johns (Twenty-Four Hours to Kill) de Peter Bezencenet (en) : Tommy Gaskell
- 1966 : The Sandwich Man de Robert Hartford-Davis
- 1967 : La Comtesse de Hong-Kong (A Countess from Hong Kong) de Charlie Chaplin : John Felix
- 1967 : Privilège (Privilege) de Peter Watkins : Jackman
- 1970 : Scrooge de Ronald Neame : Harry, le neveu de Scrooge
- 1973 : Le Meilleur des mondes possible (O Lucky Man!) de Lindsay Anderson : le capitaine / un technicien de la station Power / le duc de Belminster (+ producteur)
- 1974 : La Loi et la Pagaille (Law and Disorder ) d'Ivan Passer
- 1980 : Le Commando de Sa Majesté (The Sea Wolves) d'Andrew V. McLaglen : Radcliffe
- 1982 : Britannia Hospital de Lindsay Anderson : un chirurgien
- 1983 : Jamais plus jamais (Never Say Never Again) d'Irvin Kershner : le docteur à la clinique
- 1984 : La Taupe (The Jigsaw Man) de Terence Young : Milroy
- 1987 : Hôtel du Paradis de Jana Boková : le producteur anglais
- 2008 : The Duchess de Saul Dibb : le rédacteur de discours

#### Producteur
- 1968 : Charlie Bubbles d'Albert Finney
- 1968 : If.... de Lindsay Anderson
- 1981 : Mémoires d'une survivante (Memoirs of a Survivor) de David Gladwell

### Télévision
- 1979-1980 : Shoestring (en) (série), saisons 1 et 2, 21 épisodes : Don Satchley
- 1998 : Alice au pays des merveilles : À travers le miroir (Alice Through the Looking Glass, téléfilm) de John Henderson : le Roi Rouge
- 2000 : Cendrillon Rhapsodie (Cinderella, téléfilm) de Beeban Kidron : le général

## Théâtre à Londres (sélection)
- 1943 : Where the Rainbow Ends de Clifford Mills et Reginald Owen : Dimitri Ivanovitch / Slacker
- 1951 : Homme et Surhomme (en) (Man and Superman) de George Bernard Shaw : Henry Straker
- 1956 : Les Rivaux (The Rivals) de Richard Brinsley Sheridan : Bob Acres
- 1964 : Sainte Jeanne des Abattoirs (Saint Joan of the Stockyards) de Bertolt Brecht
- 1975 : What the Butler Saw de Joe Orton, mise en scène de Lindsay Anderson
- 1977 : The Madras House d'Harley Granville Barker
- 1985 : En sourdine les sardines ou Silence en coulisses (Noises Off) de Michael Frayn
- 2002 : Roméo et Juliette (Romeo and Juliet) de William Shakespeare
- 2002 : Ah Dieu ! Que la guerre est jolie (en) (Oh, What a Lovely War!), comédie musicale, musique et lyrics de divers auteurs, livret de Joan Littlewood et autres
- 2006 : La Mégère apprivoisée (The Taming of the Shrew) de William Shakespeare : Vincentio